# Acanthodelta hypopolia
Acanthodelta hypopolia là một loài bướm đêm trong họ Noctuidae.